# Delicious (2025)
Delicious ist ein deutscher Horrorfilm von Nele Mueller-Stöfen aus dem Jahr 2025.

## Handlung
Südfrankreich im Sommer: Eine vierköpfige deutsche Familie verbringt die Ferien in ihrer Villa. Der Urlaub scheint perfekt zu sein, ehe sie eines Abends nach einem Unfall auf der Landstraße eine junge Frau bei sich aufnehmen. Die Familienmitglieder zeigen sich dem Gast gegenüber hilfsbereit. Im Laufe der Zeit will jeder die Frau für seine eigenen Zwecke nutzen. Aber auch sie verfolgt ihre eigenen Ziele. Daraufhin beginnt sich das Leben der Familie dramatisch zu verändern.

## Hintergrund
Delicious ist das Spielfilmdebüt der deutschen Schauspielerin und Drehbuchautorin Nele Mueller-Stöfen. Die Dreharbeiten fanden an Originalschauplätzen in Südfrankreich statt, darunter in Avignon. Sie wurden Ende November 2023 beendet. Bei dem Film handelt es sich um eine Produktion von Komplizen Film für den Streaminganbieter Netflix.

## Veröffentlichung
Die Weltpremiere erfolgt im Februar 2025 im Rahmen der 75. Internationalen Filmfestspiele Berlin (Berlinale). Dort wurde das Werk in die Sektion Panorama aufgenommen.
Am 7. März 2025 wurde Delicious ins Programm von Netflix aufgenommen.

## Rezeption
Filmkritiker Robert Hofmann bewertete den Film mit 2 von 10 Punkten und bezeichnete ihn als „extrem vorhersehbar“. Er bemängelte sowohl das Drehbuch als auch die Leistung der Hauptdarsteller. Der Film versuche sich stilistisch an Parasite und Ein gutes Jahr anzulehnen, scheitere jedoch auch wegen eines zu wörtlich verstandenen Eat the Rich-Motivs.